# Triphosa
Triphosa là một chi bướm đêm thuộc họ Geometridae.

## Các loài
Chi này gồm các loài:
- Triphosa atrifascia Inoue, 2004
- Triphosa dubitata Linnaeus, 1758
- Triphosa lugens Bastelberger, 1909
- Triphosa praesumtiosa Prout, 1941
- Triphosa quasiplaga Dyar, 1913
- Triphosa rantaizanensis Wileman, 1916
- Triphosa rotundata Inoue, 2004
- Triphosa rubrifusa Bastelberger, 1909
- Triphosa sabaudiata (Duponchel, 1830)
- Triphosa tritocelidata Aurivillius, 1910
- Triphosa umbraria (Leech, 1891)

## Hình ảnh

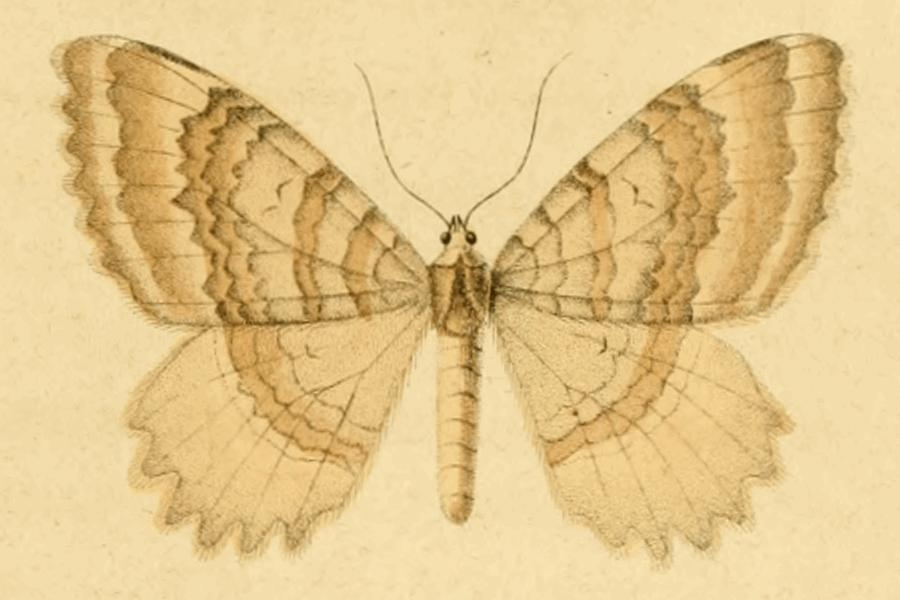